# Мостувек
Мостувек (пол. Mostówek) — село в Польщі, у гміні Ольшево-Борки Остроленцького повіту Мазовецького воєводства.
Населення — 51 особа (2011).
У 1975-1998 роках село належало до Остроленцького воєводства.

## Демографія
Демографічна структура станом на 31 березня 2011 року:
|          | Загалом | Допрацездатний вік | Працездатний вік | Постпрацездатний вік |
| -------- | ------- | ------------------ | ---------------- | -------------------- |
| Чоловіки | 25      | 10                 | 14               | 1                    |
| Жінки    | 26      | 4                  | 18               | 4                    |
| Разом    | 51      | 14                 | 32               | 5                    |